# Phụ bàn

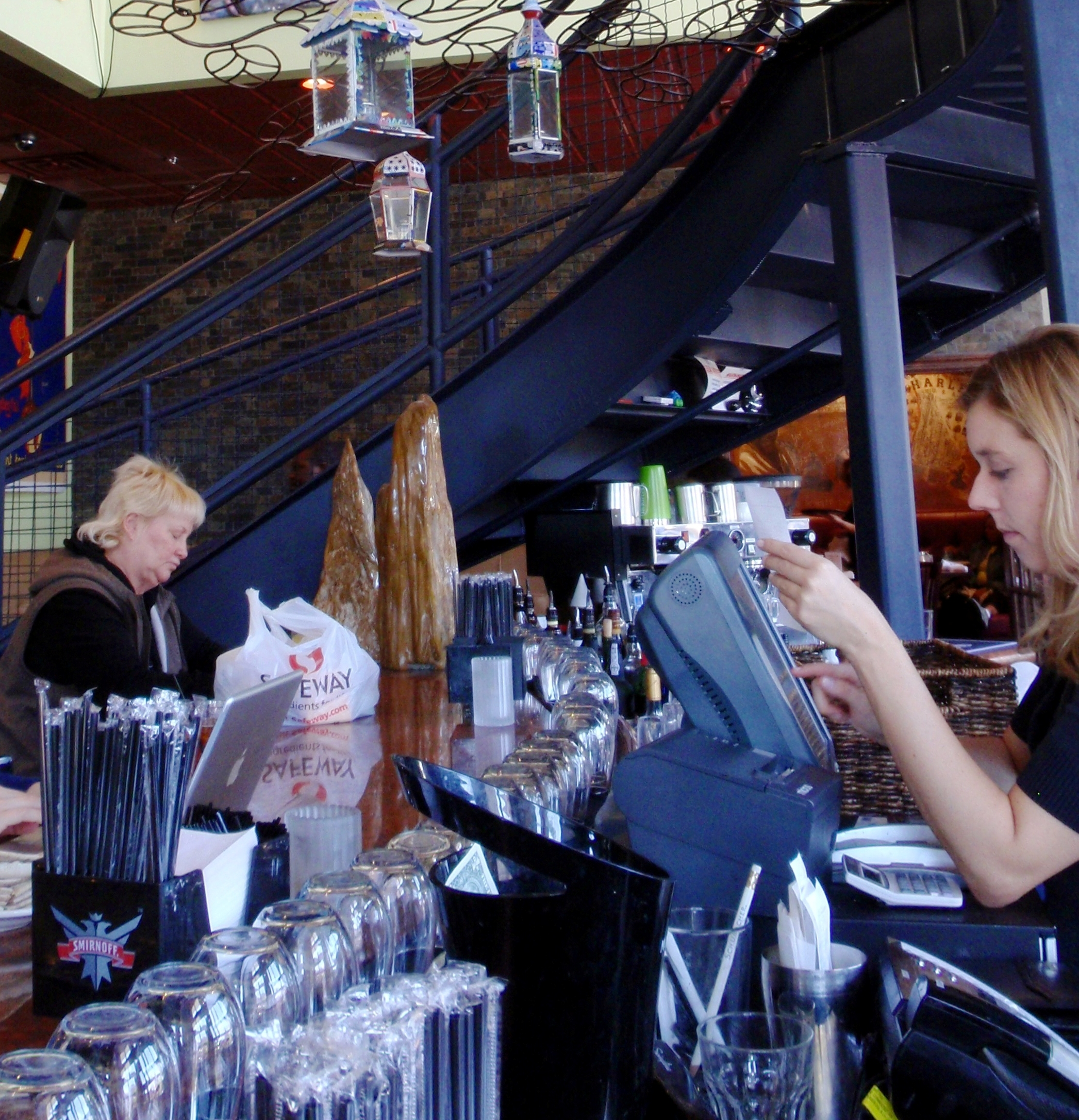
Một nhân viên phụ bàn đang hỗ trợ tính tiền

Phụ bàn (Busser) hay chạy bàn hay còn gọi là hầu bàn (Waiter's assistant) là một người làm trong ngành kinh doanh nhà hàng và phục vụ trong các bữa tiệc, họ đảm nhiệm việc dọn bàn, bưng món, mang bát đĩa bẩn vào để rửa chén, sắp xếp bàn, xếp bát đĩa và hỗ trợ nhân viên phục vụ (bồi bàn). Thuật ngữ chỉ người phục vụ bàn ttrong tiếng Pháp là commis de débrisseur hoặc đơn giản là débarrasseur. Nhân viên phụ bàn thường được bố trí cấp dưới nhân viên phục vụ trong sơ đồ tổ chức và đôi khi là người học việc hoặc thực tập sinh cho vị trí nhân viên phục vụ. Cục Thống kê Lao động Hoa Kỳ báo cáo rằng nghề nghiệp này thường không yêu cầu kinh nghiệm làm việc liên quan hoặc bằng tốt nghiệp trung học, rằng đào tạo tại chỗ là ngắn hạn và thu nhập trung bình năm 2012 cho vị trí này là 18.500 đô la. Tên gọi này có nguồn gốc từ Mỹ là Omnibus boy (với tiền tố omni-) chỉ về một cậu bé được thuê để làm mọi việc trong một nhà hàng bao gồm sắp xếp và dọn bàn, rót đầy ly, mang bát đĩa đã dùng vào bếp. 

## Công việc
Công việc chính của người phụ bàn là lau dọn và sắp xếp lại bàn, mang bát đĩa và đồ dùng trên bàn vào bếp, phục vụ các món như nước uống, cà phê và bánh mì, dọn và trải khăn trải bàn, đồ dùng trên bàn và khay, và hỗ trợ cho nhân viên phục vụ dọn đĩa và các đồ dùng phục vụ khác trên bàn. Các công việc khác bao gồm lau dọn và đánh bóng đồ đạc, tường, đồ nội thất và thiết bị, lau dọn đồ dùng trên bàn ăn, lau dọn khu vực phục vụ đồ ăn thức uống, lau dọn và công việc hút bụi sàn nhà, lau sạch vết bẩn, vết đổ vương vãi, đổ chai lọ rỗng và rác, lau chùi và xếp bát đĩa bẩn. Một hướng dẫn về cách cư xử khuyên rằng nhân viên phục vụ không nên nói chuyện hoặc ngắt lời những người đang được phục vụ, và chỉ cần rót đầy ly tại bàn thay vì hỏi xem khách hàng có muốn thêm nước không. Tương tự như vậy, hãng này khuyên khách hàng không nên trò chuyện gây mất tập trung với nhân viên phục vụ và xe buýt vì họ thường rất bận rộn. Theo truyền thống, nhân viên phục vụ bàn không được trả tiền boa trực tiếp tại Hoa Kỳ, nhưng các nhà hàng có thể áp dụng các thỏa thuận "chia tiền boa" hoặc "góp tiền boa", trong đó một phần tiền boa của nhân viên phục vụ bàn được chia cho các nhân viên phục vụ nhà hàng khác. 
Ở Hoa Kỳ, việc chia tiền boa (tiền tip) có thể là tùy ý, tùy tâm của khách hàng, trong đó nhân viên phục vụ sẽ chia một phần tiền boa của mình cho đồng nghiệp theo ý họ, hoặc là bắt buộc, trong đó người sử dụng lao động đặt ra một công thức mà tiền boa phải được chia cho các đồng nghiệp như nhân viên dọn bàn và nhân viên pha chế. Ở Anh, quỹ tiền boa được gọi theo cách cổ điển là Tronc, theo tiếng Pháp có nghĩa là hộp thu tiền. Quy định của Bộ Lao động Liên bang không cho phép các nhà hàng bao gồm cả quản lý trong việc chia tiền boa, và việc bao gồm cả những nhân viên "hậu trường" như người rửa chén và đầu bếp đã trở thành chủ đề của các tranh chấp pháp lý kể từ năm 2009. Người nhận tiền boa tại các nhà hàng chia tiền boa có thể được trả "tiền lương tín dụng tiền boa", thấp hơn mức lương tối thiểu thông thường tại Hoa Kỳ, nếu số tiền boa chia sẻ trong một kỳ trả lương đưa mức lương trung bình của họ lên mức lương tối thiểu. Mức lương tối thiểu liên bang được ấn định ở mức 2,13 đô la một giờ, mặc dù luật của tiểu bang và địa phương có thể yêu cầu mức lương cao hơn. Ví dụ, ở bang California yêu cầu nhân viên được trả tiền boa phải được trả lương tối thiểu đầy đủ. Người phát ngôn của đơn vị điều hành nhà hàng Darden Restaurants, đơn vị đã áp dụng hình thức chia tiền boa vào năm 2011 tại chuỗi nhà hàng Olive Garden và Red Lobster của họ, cho biết sẽ nhất quán và công bằng hơn khi "ghi nhận mọi người mang đến trải nghiệm cho khách hàng" và lưu ý rằng mức lương cơ bản theo giờ thấp hơn cho nhân viên pha chế và nhân viên dọn bàn mang đến "cơ hội kiếm được nhiều tiền hơn", tùy thuộc vào số tiền boa mà nhà hàng nhận được.

## Nhân vật
Dưới đây là những nhân vật thành danh có xuất thân, đi lên từ việc làm nghề phụ bàn:
- Đạo diễn Mỹ Alec Baldwin[7]
- Arthur Bremer[23]
- Cố Tổng thống Pháp Jacques Chirac[24]
- Diễn viên Mỹ Robert Downey Jr.[25]
- Richard Feynman[26][27]
- Đạo diễn Mỹ Redd Foxx[28]
- Mục sư Malcolm X[29]
- Doanh nhân Mỹ Rex Tillerson[30]
- Nhà văn Mỹ Langston Hughes[31]
- Đạo diễn Mỹ George Kirby[32][33]
- Đạo diễn Mỹ Jerry Lewis[34][34][35]
- Nữ diễn viên khiêu dâm Mỹ Bree Olson[36][37]
- Diễn viên Mỹ Al Pacino[38]
- Diễn viên Mỹ Chris Rock[39][40][41]
- Diễn viên Mỹ Jon Stewart[7]
- Quản lý khách sạn Oscar Tschirky[42]
- Samin Nosrat